# Cavades II
Siroes (em grego: Σιρόης; romaniz.: Siróes), melhor conhecido só por seu nome régio de Cavades II (em latim: Cavades; em persa médio: 𐭪𐭥𐭠𐭲; romaniz.: Kawād; em persa: قباد; romaniz.: Qobād ou Qabād), foi xá do Império Sassânida de 25 de fevereiro de 628 até sua morte em 6 de setembro do mesmo ano. Era filho de Cosroes II (r. 590–628), a quem sucedeu após tê-lo derrubado em um golpe de Estado. Seu reinado foi um ponto de virada na história do Império Sassânida, e alguns argumentam que ajudou a provocar o seu fim.

## Nome
O nome de Siroes foi registrado como Σειρόης (Seiróes) na Crônica Pascoal (século VII), Xiauai (Šiawaih) nos Anais de Eutíquio de Alexandria (século X), Σιρόης no Breviário de Nicéforo I (século IX), na Crônica de Teófanes, o Confessor (século IX), na Sinopse da História de Jorge Cedreno (século XI) e nos Extratos da História de Zonaras (século XII), como Xeroe (Šērōē) na Crônica do Cuzestão (século VII), na Crônica de 724, na Crônica de Jacó de Edessa (século VIII), na Crônica de Sirte (século IX?), na Crônica de 819, no Kitab al-'Unwan de Agápio de Hierápolis (século X), na Crônica de Miguel, o Sírio (século XI) e na Crônica de Bar Hebreu (século XIII).  Destas grafias, Xeroe representa a versão em persa médio, havendo ainda variações ao siríaco Xeroi (Šērōī), o persa novo Xiruié (Širūyeh) (Ferdusi) e Xirui (Šīrūī) e o árabe Xiruiá (Šīrūyah) (Baladuri) e Xirai (Šīrai) (Tabari). Almaçudi ainda chamou-lhe de o Tirano (Algaxum).
Já o seu segundo nome Cavades aparece como Καβώης (Kabóes) no Breviário de Nicéforo, Cavades nos Anais de Eutíquio, Καβάτης na Crônica Pascoal, Kawat na Crônica de Sebeos, na História dos Albaneses Caucasianos de Moisés de Dascurã (século X) e na História da Casa Arzerúnio de Tomás (século X). Deriva, por sua vez, do avéstico Kawāta.

## Vida

### Primeiros anos e ascensão
Siroes era filho de Cosroes II, o último xá proeminente do Império Sassânida, e Maria, uma mulher grega, filha do imperador Maurício (r. 582–602). Foi mais tarde preso por ele, que queria garantir a sucessão de seu filho favorito Merdasas, filho de sua esposa favorita Sirém. A reputação de seu pai foi arruinada na última fase da Guerra bizantino-sassânida de 602–628, pois 627 o general Razates foi morto e Dastagerda, a residência favorita do xá, foi arrasada pelo imperador Heráclio (r. 610–641), que avançava à capital sassânida de Ctesifonte. Em 628, Siroes foi libertado pelas famílias nobres do Império Sassânida, que incluíam o aspabedes ("chefe do exército") Ispabudã Farruque Hormisda, seus dois filhos Rustã Farruquezade e Farruquezade; Sarbaro da Casa de Mirranes; a facção armênia representada por Basterotes II e finalmente o canaranges da província de Abarxar, no leste do Império Sassânida.

### Reinado

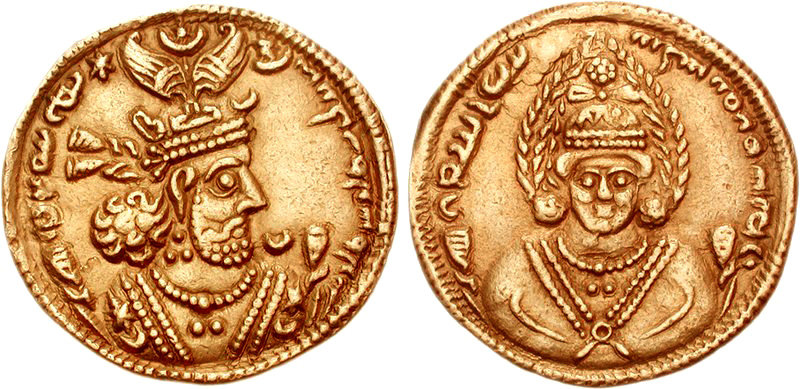
Dinar de r.

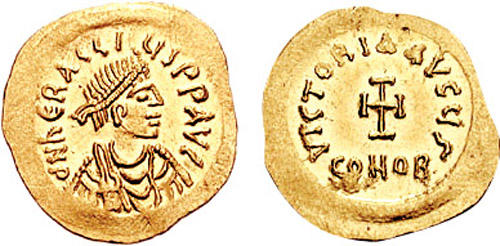
Tremisse de Heráclio r.

Em 25 de fevereiro, Siroes, com seu comandante Gusdanaspa, capturou Ctesifonte e prendeu Cosroes. Então se proclamou xá e assumiu o nome dinástico de Cavades. Procedeu à execução de todos os seus irmãos e meio-irmãos, até o herdeiro Merdasas, que era o filho favorito de Cosroes. O assassinato de todos os seus irmãos, "todos homens bem educados, valentes e cavalheirescos", despojou a dinastia sassânida de um futuro governante competente e foi descrito como uma "fúria louca" e "imprudente". Três dias depois, ordenou que Mir Hormisda executasse seu pai. No entanto, após o regicídio, Cavades também mandou matar Mir Hormisda.  Suas irmãs Borana e Azarmiducte supostamente o criticaram e repreenderam por suas ações, que o encheram de remorso.
Devido às ações de Cavades, seu reinado é visto como um ponto de virada na história sassânida, e alguns estudiosos argumentaram que desempenhou papel central o fim do Império sassânida. A derrubada e morte de Cosroes causou uma guerra civil caótica, com os membros mais poderosos da nobreza ganhando total autonomia e começando a criar seu próprio governo. As hostilidades entre as famílias nobres persas (parsigues) e partas (pálaves) foram retomadas, dividindo a riqueza do país. Independente disso, com apoio dos nobres, enviou emissários a Heráclio em Ganzaca, que chegaram em 3 de abril, para acabar a guerra contra os bizantinos, o que permitiu ao imperador reocupar todos os seus territórios perdidos, seus soldados capturados, uma indenização de guerra, junto com a Vera Cruz e outras relíquias que foram perdidas em Jerusalém em 614.
Cavades concedeu total liberdade religiosa aos cristãos sob o seu governo, alimentando a ideia de que fosse criptocristão. Pôs Basterotes II como marzobã (marquês) da Armênia com a posição de aspetes e Ixoiabe II (r. 628–645) como o católico (patriarca) da Igreja do Oriente (em Selêucia-Ctesifonte). Mais tarde morreu de peste após alguns meses de reinado em 6 de setembro. Os nobres (bozorgãs) elegeram seu filho de oito anos, Artaxer III. Na realidade, porém, exercia pouco poder e seu império era controlado por seu vizir Ma-Adur Gusnaspe, cujo dever era proteger o país até que Artaxer tivesse idade suficiente para governar.

## Casamento
Uma passagem da Crônica de Edessa identifica "Anzoi, a Romana", que era provavelmente uma princesa cristã do Império Bizantino, como sua esposa e mãe de Artaxer, mas a Crônica de Sirte dá como mãe do príncipe uma certa Bore. Segundo a Crônica do Cuzestão, também desposou sua irmã Borana, demonstrando a prática zoroastrista do cuedodá ou casamento de parentes próximos.[a]